# Euphyia polyxantha
Euphyia polyxantha là một loài bướm đêm trong họ Geometridae.